# Database Marketing
Unter Database Marketing (auch Datenbankmarketing) versteht man ein zielgruppenorientiertes Direktmarketing auf der Basis detaillierter Informationen zu den Kunden. Diese Informationen werden in Datenbanken gespeichert und verwaltet. Mögliche Dateneinträge sind zum Beispiel Informationen zu den Kunden und Firmen, Transaktionsdaten, Social Media Verhalten sowie Informationen über das Aktions-, Kauf- und Reaktionsverhalten. Die Einträge der Datenbank lassen sich außerdem in einem Data-Warehouse sammeln, für Business-Intelligence-Anwendungen und Analysen verwenden oder als Statistik ausgeben. Durch Abfrageformulare lassen sich kundenspezifische Daten schneller abrufen. Zudem können sie genutzt werden, um automatisierte Werbung und Spam zu verbreiten. Daten werden unter anderem aus den Datenbanken von Customer-Relationship-Management- und Enterprise-Resource-Planning-Systemen entnommen. Bei Sammeln von Daten sind allerdings unterschiedliche Datenschutzrichtlinien zu berücksichtigen, um sich nicht strafbar zu machen.